# Axel Petersen (tennisspiller)
 Der er flere personer med dette navn, se Axel Petersen.
Axel Petersen (født 2. februar 1897, død 22. februar 1985) var en dansk tennisspiller.
Han var i 1920'erne den dominerende danske single spiller og vandt i alt 11 Danske mesterskaber som repræsentant for B.93 og tre som
repræsentant for HIK; otte DM i single, to DM i herredouble og et DM i mixeddouble. Han var professionel 1928-30 og igen fra 1934. Repræsenterede Danmark på landshold og i Davis Cup.

## Verdensmesterskaberne i tennis
I 1921 blev der afholdt VM i tennis på overdækket bane i Kjøbenhavns Boldklubs nyopførte tennishal på Pile Allé på Frederiksberg i København og Axel Petersen vandt i første runde over finske Ernst Boris Schildt 1-6, 6-0, 6-1 og 7-5. I næste runde tabte han til KB'eren Vagn Ingerslev i tre sæt. I 1922 blev de samme mesterskaber afholdt i Saint Moritz i Schweiz, hvor han tabte til franskmanden Jean Laurent Robert Borota. I 1923 i Barcelona var han oversidder i første runde, men blev slået ud i anden runde af spanieren Fransisco Sindreu Pons med 3-6, 6-2, 5-7, 6-0 og 3-6.

## Wimbledonturneringen
Axel Petersen deltog for første gang i Wimbledonturneringen som amatør i 1926 og vandt i første runde over Peter Mockler fra Irland, men tabte i anden runde til sydafrikaneren Patrick Spence efter fem sæt.
Han deltog i Wimbledon turnering i 1928 som professionel og tabte i første runde til amerikaneren Wilbur Coen 7-5, 6-3, 6-3.

## Andre internationale turneringer
Axel Petersen deltog i 1927 i de tyske mesterskaber i Berlin, hvor kun tre deltagere havde meldt sig. Han røg han ud i første opgør mod tyskeren Willy Hannemann.
I 1928 varmede han op til Wimbledon ved at deltage i det professionelle tennisstævne i Monte Carlo. Han vandt sin kamp i første runde over Franz Soyka fra Tjekkoslovakiet.